# بیوه‌مرغ کلاه‌سرخ
بیوه‌مرغ کلاه‌سرخ (نام علمی: Euplectes laticauda) گونه‌ای از پرندگان خانواده بافندگان Ploceidae است. پرندگان بیوه کلاه‌سرخ در علفزارها و بوته‌های شرق آفریقا یافت می‌شوند. آنها به دلیل دم بلند و نشانه‌های قرمز درخشان خود که هر دو به عنوان زیورهای جنسی عمل می‌کنند، شناخته شده‌اند. آنها اغلب با دیگر پرندگان بیوه و گونه‌های کشیش مرتبط هستند. آنها چندزنه هستند، جایی که کسب قلمرو توسط نرها عامل مهمی در دسترسی آنها به جفت است. پرندگان بیوه کلاه‌سرخ گستره وسیعی دارند و نگرانی چندانی از نظر وضعیت حفاظتی وجود ندارد.
بیوه‌مرغ کلاه‌سرخ در گذشته با مرغ بیوه طوق‌سرخ (Euplectes ardens) هم‌گونه در نظر گرفته می‌شد. گونه‌ها بر اساس تفاوت چشمگیری در پر و طول دم نرها در هنگام پوشش زادآوری دارند.
دو زیرگونه شناخته شده است:
- E. l. laticauda (لیختن اشتاین، MHC، ۱۸۲۳) - جنوب شرقی سودان، اریتره و اتیوپی
- E. l. suahelicus (ون Someren، ۱۹۲۱) - کنیای مرکزی تا شمال تانزانیا